# Punta de los Llanos
Punta de los Llanos är en ort i Argentina.   Den ligger i provinsen La Rioja, i den centrala delen av landet, 900 km nordväst om huvudstaden Buenos Aires. Punta de los Llanos ligger 399 meter över havet och antalet invånare är 532.
Terrängen runt Punta de los Llanos är huvudsakligen platt, men söderut är den kuperad. Runt Punta de los Llanos är det mycket glesbefolkat, med 3 invånare per kvadratkilometer..
Omgivningarna runt Punta de los Llanos är i huvudsak ett öppet busklandskap.